# Chandagal, Krishnarajanagara
Chandagal là một làng thuộc tehsil Krishnarajanagara, huyện Mysore, bang Karnataka, Ấn Độ.